# جيما كليمنت
جيما كليمنت (بالإنجليزية: Gema Climent)‏ من مواليد ساغونتو، فالنسيا، إسبانيا في عام 1971. هي رائدة أعمال تقنية تعيش في سان سيباستيان، إسبانيا. هي عالمة ومبتكرة تقنيات في مجال الاختبارات النفسية.
بعد عقد من دراسة الصحة والشيخوخة وكذلك العمل كطبيب نفسي عصبي، شاركت جيما كليمنت في تأسيس شركة الواقع الافتراضي Nesplora في عام 2009.